# سید خلف (کرخه)
سید خلف، روستایی در عبدالخان بخش شاوور شهرستان کرخه در استان خوزستان ایران است.

## جمعیت
بر پایه سرشماری عمومی نفوس و مسکن در سال ۱۳۹۵، جمعیت این روستا برابر با ۱٬۱۳۴ نفر (۲۸۷ خانوار) بوده‌است.